# Brahynka
Brahynka är ett vattendrag i Belarus. Det ligger i den sydöstra delen av landet, 400 km sydost om huvudstaden Minsk.
I omgivningarna runt Brahynka växer i huvudsak blandskog. Runt Brahynka är det glesbefolkat, med 9 invånare per kvadratkilometer.